# مايكروسوفت سوليتير كولكشن
مايكروسوفت سوليتير كولكيشين (بالإنجليزية: Microsoft Solitaire collection)‏ هي لعبة فيديو في الحاسوب و الهواتف المحمولة  تم تطويرها بواسطة Next Level Games.